# إعصار ياغي
الإعصار ياغي المعروف في الفلبين باسم العاصفة الاستوائية الشديدة إنتينغ، كان إعصارًا استوائيًا مدمرًا وقاتلًا أثر على جنوب شرق آسيا وجنوب الصين في أوائل سبتمبر 2024. تعني كلمة "ياغي" الماعز أو كوكبة الجدي باللغة اليابانية، كان العاصفة المسماة الحادية عشرة، وأول إعصار عنيف في الموسم، وأول إعصار من الفئة الخامسة في موسم الأعاصير السنوي. يُعتبر من أكثر الأعاصير قوةً التي تضرب شمال فيتنام، وأقوى إعصار يضرب هاينان خلال الخريف الجوي، وأقوى إعصار منذ إعصار راماسون في 2014. وهو واحد من أربعة أعاصير سوبر من الفئة الخامسة تم تسجيلها في بحر الصين الجنوبي، إلى جانب إعصار باميلا في 1954، وراماسون في 2014، وراي في 2021.
خلّف الإعصار مئات القتلى في دول جنوب شرق آسيا، وكان لفيتنام النصيب الأكبر من الضحايا جراء الفيضانات وانزلاقات التربة. وعاث الإعصار فسادا في تايلاند ولاوس وبورما ما أدى إلى ارتفاع منسوب المياه في العديد من الأنهار،  مُسببًا تدميرًا هائلًا للأراضي الزراعية ونفوقا للمواشي. 

## التاريخ الجوي

صور الأقمار الصناعية بالأشعة تحت الحمراء لإعصار ياغي أثناء وصوله إلى جزيرة هاينان في 6 سبتمبر

يمكن تتبع أصول الإعصار ياجي إلى 30 أغسطس، عندما أفادت وكالة الأرصاد الجوية اليابانية (JMA) بتشكل منطقة ضغط منخفض على بعد حوالي 540 كـم (330 ميل) شمال غرب بالاو. بدأت هذه المنطقة الواسعة من الضغط المنخفض في التنظيم وتطورت إلى اكتئاب استوائي في 31 أغسطس. تركزت النشاطات الانصهارية العميقة حول مركز دوران، الذي كان في بيئة ملائمة مع تدفق ممتاز نحو خط الاستواء والقطب ودرجات حرارة سطح البحر الدافئة التي تراوحت بين 29-30 درجة مئوية (84-86 درجة فهرنهايت). 
في 1 سبتمبر، أعلنت الإدارة الفلبينية للأرصاد الجوية والجيوفيزياء والخدمات الفلكية (PAGASA) أن النظام هو اكتئاب استوائي وسمي "أنتنج" لأنه تشكل داخل منطقة المسؤولية الفلبينية. في الساعة 03:00 بتوقيت (توقيت عالمي منسق) في ذلك اليوم، أصدر مركز التحذير من الأعاصير المشتركة للولايات المتحدة (JTWC) تنبيهًا لتشكل الإعصار الاستوائي نظرًا لتحديد مركز دورانه المنخفض بشكل جيد مع تشكيل خطوط في الربع الشمالي. بعد بضع ساعات، تم تصنيف النظام كاكتئاب استوائي 12W، مع دوران منخفض يتطور بسرعة، وغطاء مركزي كثيف مضغوط، وعصابات انصهارية عميقة فوق النصف الدائري الغربي؛ ثم تعزز النظام ليصبح عاصفة استوائية وسميت ياجي بواسطة وكالة الأرصاد الجوية اليابانية. 
ثم انتقل ياجي نحو الشمال الغربي على طول الحافة الجنوبية الغربية لمرتفع شبه استوائي متوسط المستوى،  مما أدى إلى تعرض نشاطه الانصهاري للقصّ نحو الشمال وترك مركز الدوران المنخفض مكشوفًا. مع تقدم النظام على طول ساحل جزيرة لوزون، استمرت السحب الباردة في الغطاء المركزي الكثيف في التوسع، وفي الساعة 14:00 بتوقيت الفلبين (06:00 توقيت عالمي منسق) في 2 سبتمبر، ضرب الإعصار اليابسة في كاسيجوران، أورورا. 
على مدار الست ساعات التالية، انتقل ياجي إلى الداخل أكثر في لوزون وضعف عندما تفاعل مع التضاريس الوعرة لجبال الكورديليرا الوسطى.  في الساعة 05:00 بتوقيت الفلبين في 3 سبتمبر (21:00 UTC في 2 سبتمبر)، خرج الإعصار فوق بحر الصين الجنوبي وبدأ بالاندماج مع دوران ثانوي يقع غرب خليج لنغاين،  حيث بدأت أنشطته الانصهارية العميقة بالالتفاف وتطوير عصابات انصهارية تمتد نحو الغرب والجنوب. حوالي الساعة 06:00 UTC في 3 سبتمبر، أفادت وكالة الأرصاد الجوية اليابانية بأن ياجي قد تعزز ليصبح عاصفة استوائية شديدة بسبب درجات حرارة سطح البحر الدافئة وارتفاع محتوى الحرارة في المحيط.
في وقت مبكر من اليوم التالي، قامت كل من وكالة الأرصاد الجوية اليابانية ومركز التحذير من الأعاصير المشتركة بترقية العاصفة إلى إعصار ضعيف حيث بدأت عين الإعصار بالتشكل في صور الأقمار الصناعية، وبدأ ياجي يتحرك نحو الغرب والشمال الغربي على طول الحافة الجنوبية الغربية لمرتفع شبه استوائي متوسط المستوى، مع تطور عين صغيرة مع حدوث تعزز سريع للإعصار. 
في 5 سبتمبر، رقى "المركز المشترك للتحذير من الأعاصير" النظام إلى حالة إعصار سوبر مع تقدير لسرعة الرياح القصوى المستدامة لمدة دقيقة واحدة تبلغ 260 كم/س (160 ميل/س)، مما يجعله إعصارًا من الفئة 5. وهذا يعد الإعصار الرابع من نوعه في بحر الصين الجنوبي، بعد إعصار باميلا في 1954، وراماسون في 2014، وراي في 2021. كما لاحظ "المركز المشترك للتحذير من الأعاصير" العين المحددة بشكل حاد بقطر يبلغ 17.3 ميل (27.8 كم). في الوقت نفسه، قامت وكالة الأرصاد الجوية اليابانية بترقية ياجي إلى إعصار عنيف، وقدرت أنه بلغ ذروته في الشدة مع ضغط مركزي أدنى يبلغ 915 هكتوباسكال (27.02 بوصة زئبق)، وسرعة رياح مستدامة لمدة 10 دقائق تبلغ 195 كم/س (120 ميل/س). 
في وقت لاحق من ذلك الصباح،  ضعُف الإعصار بينما كان يخضع لدورة استبدال جدار العين،  حيث بقي جدار العين الداخلي سليمًا بينما ضعف الجدار الخارجي. ومع ذلك، أعاد ياجي تعزيز نفسه قليلاً وضرب اليابسة بالقرب من وينشانغ في مقاطعة هاينان حوالي الساعة 16:20 بالتوقيت المحلي في 6 سبتمبر. جعل هذا ياجي أقوى إعصار يضرب هاينان منذ راماسون في 2014. بعد ضربه لليابسة في مقاطعة هاينان، استمر هيكل الإعصار في التميز بعين قطرها 24 ميل (39 كم)، وجدار عين شبه مكتمل، وأشرطة لولبية في النصف الجنوبي. اجتاز ياجي شمال هاينان وضرب مباشرة مدينة هايكو، قبل أن يضرب مرة أخرى في مقاطعة شيوي ون في البر الرئيسي لمقاطعة غوانغدونغ ويدخل إلى المياه المفتوحة في خليج تونكين. 
في 7 سبتمبر أعاد ياجي تنظيم نفسه بسرعة وزاد قوته مرة أخرى مع مركز دوران محدد وحمل حراري قوي جدًا، وهو ما يتضح من وجود شريط كبير من قمم السحب بدرجة حرارة تصل إلى −80 °م (−112 °ف) أو أكثر برودة في الجزء الجنوبي من النظام. ضرب الإعصار هايفونغ وكوانغ نينه في فيتنام. وصفت "المركز المشترك للتحذير من الأعاصير" الإعصار بأنه تاريخي، واعتبرته واحدًا من أقوى الأعاصير التي ضربت شمال فيتنام. 
بعد فترة وجيزة من الوصول إلى اليابسة، أوقفت "المركز المشترك للتحذير من الأعاصير" التحذيرات المتعلقة بالنظام بسبب ارتفاع درجات حرارة السحب وظهور عين السحاب المتضخمة. واصل ياجي ضعفه بسرعة أثناء تحركه نحو الجنوب الغربي على طول الحافة الجنوبية الشرقية لمرتفع مداري شبه استوائي بعد أن ضرب اليابسة، وأصبح في النهاية إعصارًا استوائيًا في 8 سبتمبر. استمرت وكالة الأرصاد الجوية اليابانية في مراقبة النظام حتى تم الإبلاغ عنه آخر مرة في الساعة 18:00 بتوقيت UTC في ذلك اليوم. بدأت بقايا ياجي تتجه نحو شمال المحيط الهندي، مما ساهم في تشكيل منخفض عميق يسمى BOB 05، بعد ستة أيام. 

## الإستعدادات

### الفلبين
في 1 سبتمبر بدأت إدارة الخدمات الجوية والجيوفيزيائية والفلكية الفلبينية (PAGASA) بتتبع الإعصار ياجي، الذي أطلق عليه اسم "إنتينغ" محليًا، كمنخفض استوائي، ورفعت إشارات التحذير من الرياح (Tropical Cyclone Wind Signal) إلى رقم 1 في العديد من المناطق منها ألباي، بيليران، جزيرة بورياس، سامار الشرقية، ماسبات، سامار الشمالية، سوروسوغون، جزيرة تيكاو، شمال شرق ليتة، الأجزاء الشرقية من كاجايان وإيزابيلا، الأجزاء الجنوبية من كيرينو ونويفا فيزكايا، والشمال من كزون. بعد فترة قصيرة من تطور ياجي إلى عاصفة استوائية، رفعت الإدارة التحذير إلى إشارة رقم 2 في شمال شرق كامارينس سور ومناطق أخرى، كما شملت مقاطعات إضافية في النشرات التالية بسبب الرياح القوية والأمطار الغزيرة التي سببتها العاصفة. بحلول 4 سبتمبر خفضت الإدارة معظم الإشارات مع مغادرة العاصفة منطقة المسؤولية الفلبينية.
تم تعليق الدروس في مانيلا الكبرى والعديد من المقاطعات عبر لوزون وبيسايا في 2 و3 سبتمبر. كما ألغيت عدة رحلات داخلية إلى مناطق بيكول ووادي كاغيان وميماروبا وبيسايا وشبه جزيرة زامبوانجا في مطار نينوي أكوينو الدولي، بينما تم تعليق العمليات في ستة مطارات إقليمية. وأمرت السلطات بإجلاء إجباري في ناغا،  كما أُصدر تحذير إجلاء على نهر ماريكينا بعد وصول مستويات المياه إلى 16 متر (52 قدم).
كذلك، توقفت عمليات الإنقاذ لناقلة MT Terranova التي غرقت في خليج مانيلا وتسببت بتسرب نفطي أثناء إعصار جيمي في يوليو. أجلت رابطة الكرة الطائرة الفلبينية المباراة النهائية لبطولة المؤتمر المعزز لعام 2024 المقررة في 2 سبتمبر. كما أعدت إدارة نظام تأمين خدمات الحكومة برامج قروض طارئة للأفراد المتضررين، فيما أفاد المجلس الوطني لإدارة الكوارث بإجلاء 80,842 شخصًا كإجراء وقائي.

### الصين
في إطار الاستعدادات لإعصار ياجي، تم إغلاق المدارس في جميع أنحاء مقاطعة هاينان يوم 5 سبتمبر، وأُوقفت وسائل النقل والشحن المحلية في اليوم التالي. كان من المتوقع أن يصل الإعصار إلى اليابسة بالقرب من منطقة كيونغهاي.  وفي مقاطعة غوانغدونغ، تم إلغاء جميع الأنشطة والمعالم السياحية الساحلية، بالإضافة إلى الرحلات الجوية في مطار تشوهاي جينوان.  تم إجلاء أكثر من 420,000 شخص في هاينان، بينما تم إجلاء ما يقرب من 500,000 آخرين في قوانغدونغ، وصدر تحذير طارئ أيضًا في المناطق الساحلية الجنوبية من مقاطعة قوانغشي. 

#### هونغ كونغ
في 3 سبتمبر أصدر مرصد هونغ كونغ تحذيرًا من الإشارة الاحتياطية رقم 1 مع اقتراب إعصار ياجي من المنطقة بقوة إعصار من الفئة 4.  وفي اليوم التالي، تم رفع إشارة الرياح القوية رقم 3، وأُعيد جدولة ست رحلات تابعة لشركة خطوط هونغ كونغ اكسبرس، مع إلغاء أكثر من 100 رحلة أخرى. وفي مساء يوم 5 سبتمبر، تم رفع إشارة الإعصار رقم 8 لنقل عاصفة أو رياح قوية شمالية شرقية، كما تم تعليق التداول في بورصة هونغ كونغ في 6 سبتمبر. كذلك أُغلق جسر هونغ كونغ تشوهاي ماكاو أمام حركة المرور.

#### ماكاو

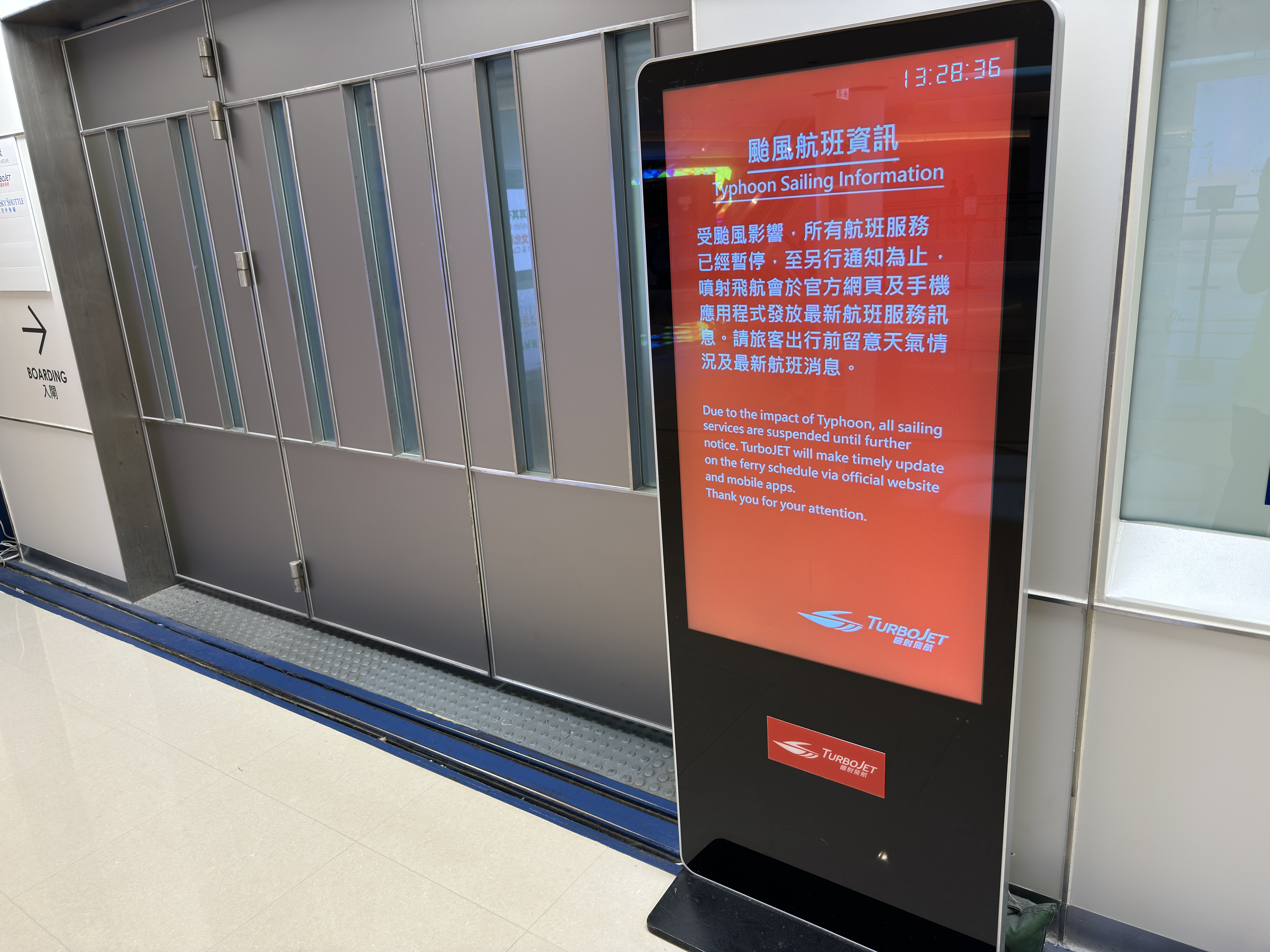
إشعارات بإلغاء الرحلات بسبب الإعصار

بسبب إعصار ياجي، ألغيت عشرات الرحلات الجوية في مطار ماكاو الدولي في جزيرة تايبا، وتم إغلاق المدارس وتعليق خدمات العبارات إلى جزيرة هونغ كونغ. كما أُغلقت جميع الجسور الثلاثة التي تربط بين شبه جزيرة ماكاو وجزيرة تايبا، ورفعت إشارة الإعصار رقم 8 في المنطقة. 

### فيتنام
توقع المركز الوطني للأرصاد الجوية والهيدرولوجية أن يصل إعصار ياجي إلى اليابسة في فيتنام بين منطقتي كوانغ نينه وها فونغ. استجابةً لذلك، نصحت السلطات بعدم الصيد في المياه الخطرة، والامتناع عن تنظيم التجمعات الخارجية، وضرورة تعزيز الدفاعات المنزلية وفحص السدود، خاصةً عند مواقع الإنزال. أمرت 12 مقاطعة شمالية بإغلاق المدارس تحسباً لتأثيرات الإعصار، مما شمل 6.5 مليون طالب على الأقل، بما في ذلك هايفونغ، كوانغ نينه،باك جيانغ، نام دينه،تاي بينه، هانوي،ها نام، فو تاه، ونين بينه. كذلك، منعت جميع المناطق الساحلية من كوانغ نينه إلى ني أن تشغيل السفن، وتم إلغاء حوالي 310 رحلة محلية ودولية كان من المقرر إقلاعها في 7 سبتمبر. وتم إجلاء ما يقرب من 50,000 شخص من المناطق الساحلية في شمال فيتنام.

تم توجيه المطارات بما في ذلك نوي باي (هانوي)، وكات بي (هايفونغ)، وفان دون (كوانغ نينه)، وثو شوان (ثانه هوا) إلى تعليق العمليات مؤقتاً في 7 سبتمبر خلال فترات محددة.في صباح يوم 6 سبتمبر، أي قبل يوم من الموعد المتوقع لوصول الإعصار رسمياً إلى اليابسة في فيتنام، أصدر رئيس الوزراء فام مينه تشين توجيهاً عاجلاً للمقاطعات والمدن المعنية وللوزراء المختصين، وحثهم على اتخاذ إجراءات سريعة للتصدي للإعصار وتقليل الأضرار الناتجة عنه. كذلك تم تعليق خدمات العبارات بين البر الرئيسي وفو كوك في جنوب فيتنام بدءاً من 6 سبتمبر.  كما وجهت وزارة الصناعة والتجارة السلطات المحلية بتخزين السلع الأساسية لمدة تتراوح بين خمسة إلى عشرة أيام. وتم تعليق 12 خط سكة حديد في نظام السكك الحديدية الشمالي الجنوبي. وقد جند الجيش الشعبي الفيتنامي 460,000 فرد للمساعدة في الاستجابة للكوارث. كما أُلغيت مباراة ودية لكرة القدم بين تايلاند وروسيا كان من المقرر إقامتها في ملعب ماي دينه الوطني في هانوي يوم 7 سبتمبر.

### أماكن أخرى
صدرت تحذيرات من الأمطار الغزيرة والفيضانات في لاوس وكمبوديا وتايلاند، كما كان من المتوقع أن تؤثر الأمطار على أجزاء من ميانمار المتاخمة للاوس وتايلاند. وأصدرت لجنة نهر الميكونغ تحذيراً من فيضان في منطقة لوانغ برابانغ بتاريخ 12 سبتمبر. كما تم إصدار تحذيرات فيضان بتاريخ 14 سبتمبر في فيينتيان، نونغ خاي، وشيانغ خان. 

## التأثير
| الدولة / الإقليم | الوفيات | الإصابات | المفقودون | تكلفة الأضرار (بالدولار الأمريكي) |
| ---------------- | ------- | -------- | --------- | --------------------------------- |
| الفلبين          | 21      | 22       | 26        | ≥ 60.08 مليون دولار               |
| هونغ كونغ        | 0       | 9        | 0         | غير معروف                         |
| ماكاو            | 0       | 2        | 0         | غير معروف                         |
| الصين            | 4       | 95       | 0         | ≥ 12.3 مليار دولار                |
| فيتنام           | 325     | 1,987    | 24        | ≥ 3.37 مليار دولار                |
| لاوس             | 7       | 0        | 0         | ≥ 7.9 مليون دولار                 |
| تايلاند          | 52      | 111      | 0         | ≥ 900 مليون دولار                 |
| ميانمار          | 433     | 48       | 79        | غير معروف                         |
| المجموع          | 844     | 2,279    | 129       | ≥ $16.6 مليار                     |

### الفلبين
أسفر إعصار ياجي، إلى جانب تأثيرات الرياح الموسمية الجنوبية الغربية، عن 21 حالة وفاة، و22 إصابة، و26 مفقودًا. وتسبب الإعصار بفيضانات في ميترو مانيلا ومحافظات بولاكان، وكامارينز نورتي، وكامارينس سور، وكافيته، ولاغونا، وسامار الشمالية، وبانغاسينان، وريزال. وفي خليج مانيلا، جنحت عدة سفن قبالة سواحل نافوتاس، فيما اصطدمت سفينتان، ما تسبب في اندلاع حريق على إحداهما. كما جنحت إحدى البوارج في روزاريو، كافيت. 
في ميترو مانيلا وكالابارزون وبولاكان، فقد حوالي 28,000 شخص الكهرباء. وأفادت إدارة الحد من مخاطر الكوارث (NDRRMC) أن الإعصار أثر على 2,828,710 شخص وأدى إلى نزوح 80,842 شخصًا،  وبلغت الأضرار الإجمالية ما يقارب 2.96 مليار بيسو (60.08 مليون دولار أمريكي)، تشمل 2.26 مليار بيسو (45.89 مليون دولار) خسائر زراعية، و698.9 مليون بيسو (14.19 مليون دولار) أضرارًا في البنية التحتية. تأثرت 7,622 منزلاً، دُمر منها 493 كليًا، وتسببت العاصفة بانقطاع الكهرباء في 65 مدينة وبلدة، وأغلقت الطرق في 175 موقعًا، كما أصبحت 31 جسرًا غير صالح للعبور.
أدت العاصفة إلى تضرر 37,471 هكتار (92,590 أكر) من المحاصيل. وللتخفيف من ارتفاع منسوب المياه الذي تسبب به إعصار ياجي، تم فتح سدّي أمبوكلاو وبنجا في بينغويت، بالإضافة إلى سدّي بوستوس وإيبو في بولاكان،  بينما فاض سد لا ميسا في كويزون سيتي، مما أثار القلق بشأن احتمال حدوث فيضانات في نهر تولاها. وعلى الرغم من ابتعاد ياجي عن منطقة الفلبين، استمر تأثيره في جلب الأمطار إلى شمال لوزون. 
في 4 سبتمبر، دخل كويكب صغير سُمي مؤقتًا CAQTDL2 ورقمه الرسمي 2024 RW1 ويبلغ حجمه حوالي 1 م (3 قدم 3 بوصة) الغلاف الجوي للأرض فوق الفلبين. وكان قد اكتُشف من قبل جاكلين فازيكس عبر مرصد كاتالينا الفلكي التابع لناسا، إلا أن رؤية كرة النار الناتجة عن الكويكب من الأرض كانت صعبة بسبب تأثيرات إعصار ياجي. 

### الصين
لقي أربعة أشخاص مصرعهم وأصيب 95 آخرون في هاينان بعد أن وصل الإعصار ياجي إلى اليابسة هناك. كما تسببت العاصفة بانقطاع التيار الكهربائي عن نحو 830,000 أسرة،  وسُجلت حالات سقوط للأشجار. وبحلول 7 سبتمبر، كان لا يزال 1.2 مليون شخص دون كهرباء. وشهدت هاينان تقريباً هطول أمطار تجاوزت 200 ملم (7.9 بوصات)، حيث سُجل في هايكو حوالي 525 مليمتر (20.7 بوصة) من الأمطار. وقدرت السلطات الصينية الخسائر الاقتصادية في هاينان بنحو 78.6 مليار يوان (12.19 مليار دولار)، بينما بلغت الأضرار في البنية التحتية 728 مليون يوان (112.87 مليون دولار)، مما جعل إجمالي الأضرار يصل إلى 79.33 مليار يوان (12.3 مليار دولار).  وأُتلف أو دُمر حوالي 57,000 منزل على الجزيرة.  تسبب ياجي بحدوث فيضانات في مقاطعة يونان أثرت على 814 أسرة، ما اضطر السلطات لنقل 2,130 شخصًا في مقاطعة هيكو ياو ذاتية الحكم.  كما أدت الأمطار الغزيرة إلى ارتفاع منسوب نهر زوو في قوانغشي، مما تسبب في فيضانات طالت العاصمة ناننينغ. 

#### هونغ كونغ ومكاو
في هونغ كونغ، أصيب تسعة أشخاص وتضرر 270 آخرون،  حيث وردت تقارير عن سقوط 79 شجرة. وشوهد إعصار قمعي في المياه الشرقية للإقليم في 6 سبتمبر. وفي ماكاو أُصيب شخصان ونزح عشرة آخرون.

### فيتنام
| الترتيب | الإعصار | الموسم | الخسائر (2023 USD) |
| ------- | ------- | ------ | ------------------ |
| 1       | دوكسوري | 2023   | 28.4 مليار دولار   |
| 2       | ميريلي  | 1991   | 22.4 مليار دولار   |
| 3       | هاجيبس  | 2019   | 20.6 مليار دولار   |
| 4       | جيبي    | 2018   | 17 مليار دولار     |
| 5       | ياجي    | 2024   | 16.6 مليار دولار   |
| 6       | سونغدا  | 2004   | 15 مليار دولار     |
| 7       | فيتو    | 2013   | 13.6 مليار دولار   |
| 8       | فاكساي  | 2019   | 11.9 مليار دولار   |
| 9       | ساوماي  | 2000   | 11.1 مليار دولار   |
| 10      | ليكيما  | 2019   | 11.1 مليار دولار   |
| المصدر: |         |        |                    |

إعصار ياغي يصل إلى اليابسة فوق هايفونغ وكوانغ نينه في 7 سبتمبر

قبل وصول إعصار ياجي إلى اليابسة في البلاد، تسببت العاصفة في مقتل شخص واقتلاع الأشجار في مدينة هو تشي منه بتاريخ 4 سبتمبر. كما تم اقتلاع بعض الأسقف وأعمدة الكهرباء في مقاطعة بينه دونغ، مما أدى إلى انقطاع الكهرباء في بعض المناطق في اليوم نفسه. وفي 6 سبتمبر، اقتلعت العاصفة الأشجار والأسقف واللوحات الإعلانية في أنحاء البلاد، ما أسفر عن ثلاث وفيات وإصابة سبعة أشخاص.
بعد وصول إعصار ياجي إلى اليابسة في 7 سبتمبر، أسفر عن مقتل ما لا يقل عن 321 شخصًا وإصابة 1,978 آخرين، في حين بقي 24 شخصًا في عداد المفقودين. وتم تسجيل 126 حالة وفاة على الأقل في مقاطعة لاو كاي وحدها. وقد تضرر أكثر من 130,000 شخص عبر البلاد، وتعرضت 241,000 منزل لأضرار، بينما غمرت مياه الفيضانات 84,000 منزل. كما تضررت 280,000 هكتار (690,000 أكر) من المحاصيل، وتعرضت 1,000 مزرعة سمكية للدمار. وألحقت العاصفة أيضًا أضرارًا بـ 2,350 مدرسة و745 منشأة صحية. وقدرت منظمة اليونيسف أن ثلاثة ملايين شخص في البلاد معرضون لخطر الأمراض بسبب نقص مياه الشرب والصرف الصحي، وأن مليوني طفل بحاجة إلى التعليم والدعم النفسي وبرامج التغذية المدرسية.
توفي أربعة أشخاص وتعرض 6,521 مبنى لأضرار، وتم اقتلاع أكثر من 100,000 شجرة في هانوي.  وأفادت وزارة الزراعة والتنمية الريفية بأن الفيضانات أسفرت عن مقتل 1.5 مليون دجاجة و2,500 من الماشية الأخرى. كما شهدت مناطق في كوانغ نينه وتاهاي بين انقطاعًا في التيار الكهربائي. وغمرت المياه أجزاء من ها فونغ بعمق 0.5 متر (1 قدم 8 بوصة)، مما أدى إلى مقتل شخصين.
في كوانغ نينه قُتل 29 شخصًا وأصيب 1,609 آخرون وتضرر أو دُمر نحو 102,467 منزل.  وغرق أو تضرر بشدة ما لا يقل عن 30 قاربًا في المقاطعة.  ودُمرت جزيرة كات با السياحية في خليج ها لونج، حيث تضرر فيها 4,700 مبنى و21 سفينة، من بين ذلك 130 مبنى دُمِّر و18 سفينة غرقت.  وقد عانت الجزيرة من انقطاع كامل لخدمات الكهرباء والمياه والإنترنت والاتصالات المحمولة؛ كما توقفت روابط النقل مع البر الرئيسي بالكامل لمدة ثلاثة أيام حتى استؤنفت خدمات العبّارات في 9 سبتمبر.
سجل قطاع الصيد في منطقة فان دون بمقاطعة كوانغ نينه خسائر في المعدات بلغت 2.2 تريليون دونغ (89.58 مليون دولار أمريكي)، في حين تقدر الأضرار الأولية الناتجة عن إعصار ياغي في محافظة كوانغ نينه بحوالي 24.876 تريليون دونغ (1.01 مليار دولار أمريكي) بشكل عام. وأفادت مجلس مدينة هايفونغ بأن المدينة تكبدت أضرارًا تقدر بنحو 10.8 تريليون دونغ (441.6 مليون دولار أمريكي) في البنية التحتية والزراعة. وأعلنت شركة PVI للتأمين أن الخسائر الأولية المؤمن عليها لعملائها الناتجة عن الإعصار قد تجاوزت 2 تريليون دونغ (81.43 مليون دولار أمريكي) بحلول 11 سبتمبر. وتعمل الشركة حاليًا على تقييم المبالغ الإجمالية المدفوعة.

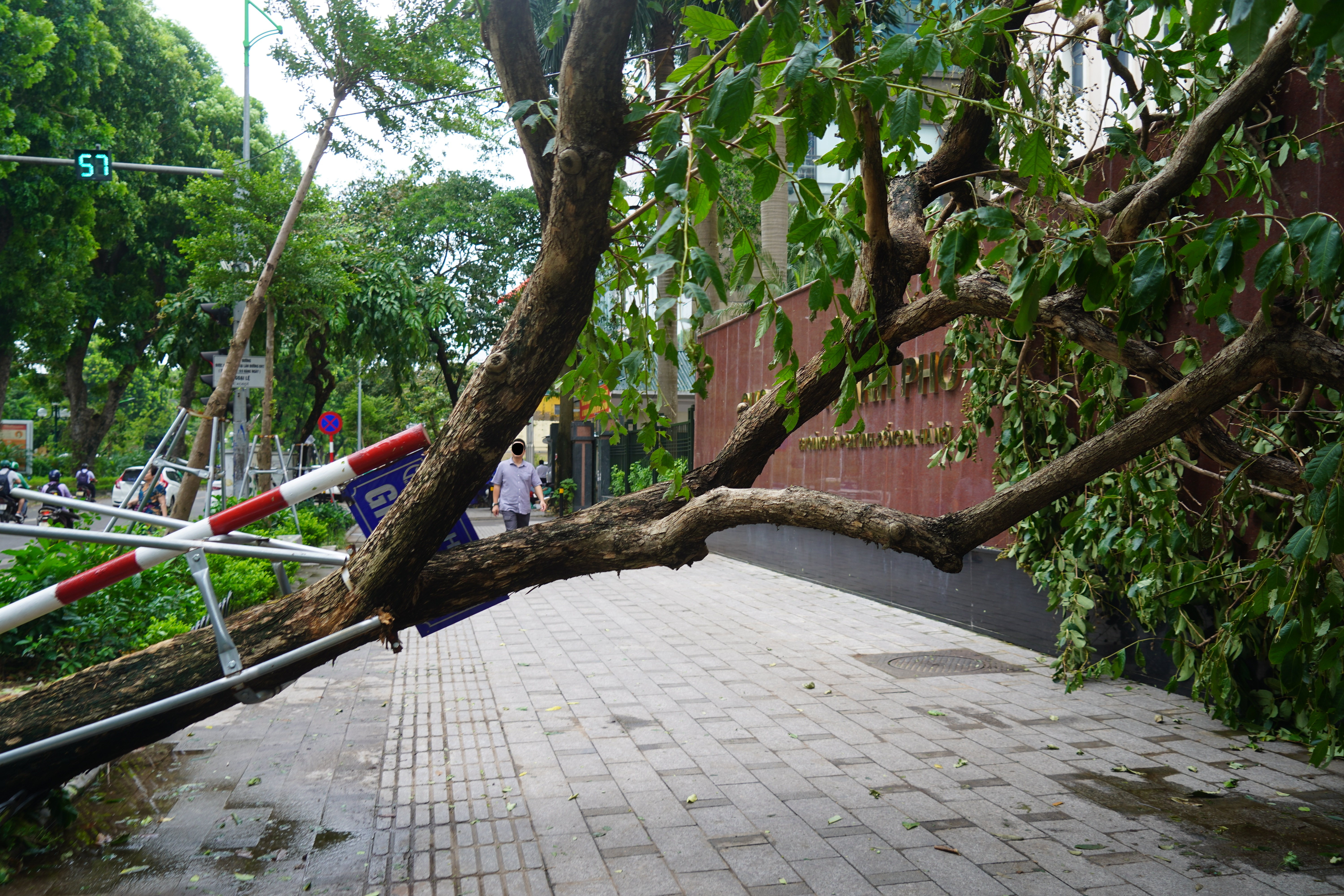
شجرة سقطت في هانوي

انخفضت قيم الأسهم للعديد من شركات التأمين بين 1% إلى 4.6% في بورصة مدينة هو تشي مينه في 10 سبتمبر نتيجة لأضرار ياغي. وقُدرت الخسائر المؤمنة بشكل عام بسبب الإعصار بـ 11.6 تريليون دونغ (462 مليون دولار أمريكي). وقدرت وزارة التخطيط والاستثمار ووزارة الزراعة والتنمية الريفية في فيتنام أن الخسائر الزراعية والبنية التحتية الناتجة عن الإعصار قد تصل إلى 81.7 تريليون دونغ (3.37 مليار دولار أمريكي) أو أكثر، في حين لا تزال الخسائر الاقتصادية الإجمالية قيد التقييم. 
في المرتفعات الجبلية والوسطى الشمالية، وصلت مستويات المياه في العديد من الأنهار إلى مستويات عالية الخطورة. ونتج عن هطول الأمطار الغزيرة متوسط هطول للأمطار يتراوح بين 400–600 مليمتر (16–24 بوصة) في مقاطعات مثل لاو كاي، وين باي، وتاي غوين، حيث تلقت بعض المناطق ما يقرب من 800 مليمتر، مما أدى إلى حدوث فيضانات كارثية. وتسبب الطوفان في غمر عميق، وانهيارات أرضية واسعة النطاق، وشل شبكات النقل، وعزل العديد من المجتمعات. وتوفي العشرات بينما أُعيقت أعمال الإغاثة والإنقاذ. وحدثت انقطاعات واسعة النطاق للتيار الكهربائي في مقاطعات لاو كاي، وكاو بانغ، وباك كان، مما أثر على مئات الآلاف من السكان.
في 8 سبتمبر ضرب انهيار أرضي قرية هوا سو بان بالقرب من بلدة سابا في لاو كاي، مما أسفر عن مقتل ستة أشخاص وإصابة تسعة آخرين. وفي الليلة نفسها، جرفت انهيارات أرضية أخرى حافلة ركاب تقل 20 شخصًا إلى مجرى مائي غمرته الفيضانات في مقاطعة كاو بانغ الجبلية. وفي اليوم التالي، تسبب انهيار أرضي في مقتل تسعة أشخاص في قرية لونغ لي في كاو بانغ. وفي مقاطعة فو تاه، أدت الأضرار الناجمة عن الإعصار في وقت لاحق إلى انهيار جسر فونغ تشاو في 9 سبتمبر، مما أدى إلى سقوط 10 سيارات على الأقل ودراجتين بخاريتين في النهر الأحمر. وفقًا لنائب رئيس الوزراء هو دوك فوك، أُنقذ ثلاثة أشخاص بينما ظل 10 في عداد المفقودين.  وأثرت فيضانات وصل ارتفاعها إلى متر واحد على هانوي ومدينة ين باي، وغمرت 18 ألف منزل في جميع أنحاء مقاطعة ين باي،  وشردت 59 ألف ساكن.  وتأثر 5.7 مليون شخص بانقطاع التيار الكهربائي على مستوى البلاد.  وفي 10 سبتمبر، دفن انهيار أرضي قرية لانج نو في لاو كاي، مما أسفر عن مقتل 48 شخصًا على الأقل وفقدان 39 آخرين.  ودفن انهيار أرضي آخر في لاو كاي قرية نام تونغ، مما أسفر عن مقتل 10 أشخاص وفقدان ثمانية. 
أُثيرت مسألة التحكم في مياه الفيضانات بواسطة السدود على روافد النهر الأحمر الواقعة في الصين باعتبارها قضية دبلوماسية مثيرة للقلق. وافقت السلطات الصينية على إبطاء معدل تصريف المياه من السدود الواقعة في المنبع وتخزين المياه الزائدة في الخزانات، وذلك للحد من ذروة الفيضانات في المصب. 

### لاوس
تسبب إعصار ياغي في هطول أمطار غزيرة أدت إلى فيضانات في جميع أنحاء لاوس، مما أسفر عن مقتل سبعة أشخاص وإلحاق أضرار بـ 298 منزلًا و252 طريقًا و77 مدرسة و11 مستشفى. وفي مقاطعة لوانغ نامثا أجبرت الأمطار الغزيرة على إغلاق مطار لوانغ نامثا.  وأُجلي 300 شخص من 17 قرية في جميع أنحاء المقاطعة. كما وقعت فيضانات في مقاطعات لوانغ برابانغ، وأودومكساي، وبوكيو، بالإضافة إلى أجزاء من مقاطعة فيينتيان. 

### تايلاند
في تايلاند، لقي 46 شخصًا حتفهم، من بينهم 36 في مقاطعة شيانغ راي وستة في مقاطعة شيانغ ماي.  وفي جميع أنحاء البلاد، تضرر 34 ألف أسرة،  بما في ذلك 11772 أسرة في محافظة فرا ناخون سي أيوتثايا، و10499 في شيانغ ماي، و2928 في شيانغ راي، و720 في تاك، و576 في فيتسانولوك، و361 في سوكوتاي، و343 في أنغ ثونغ.  وتضرر حوالي 9000 أسرة. وفي شيانغ راي، أصيب 108 شخص  ووقعت أضرار في 46 قرية في خمس مناطق. وحدثت ستة انهيارات أرضية في منطقة ماي آي،  أسفر أحدها عن مقتل ستة أشخاص وإصابة ثلاثة آخرين. كما ألحقت الفيضانات أضرارًا بنحو 1191 منزلًا و92 متجرًا في خمس قرى في منطقة ماي ساي. وأُغلق مطار تشيانغ ري الدولي بسبب غمر طرق الوصول. وغمرت أجزاء من مقاطعتي بوينج خان ونونغ خاي بما يصل إلى مترين من المياه بعد أن فاض نهر ميكونغ على ضفافه. 

### ميانمار
في ميانمار تسبب بقايا الإعصار في فيضانات وانهيارات أرضية واسعة النطاق، والتي اعتُبرت الأسوأ التي تضرب وسط ميانمار منذ 60 عامًا.  وأكدت حكومة البلاد مقتل 433 شخصًا وفقدان 79 شخصًا،  وإصابة 48 آخرين.  وقدرت إذاعة آسيا الحرة عدد المفقودين بنحو 200 شخص.  وشُرد ما لا يقل عن 320 ألف شخص،  بينما تضرر 24 جسرًا و1040 مدرسة و129 مبنى إداريًا وخمسة سدود و386 مبنى دينيًا و14 محولًا كهربائيًا و456 عمود إنارة وأكثر من 158373 منزلًا بسبب الفيضانات؛ ودُمر 2116 منزلًا إضافيًا.  وغمرت المياه 150 ألف منزل إضافي و260,000 هكتار (640,000 أكر) من المحاصيل،  بينما نفقت ما يقرب من 130 ألف رأس من الماشية.  كما تسببت الأمطار الغزيرة في انهيار أجزاء من العديد من المعابد في موقع باغان القديم، وهو أحد مواقع التراث العالمي التابعة لليونسكو. وغمرت المياه أجزاء من خط سكة حديد يانغون-ماندالاي، مما أدى إلى تعليق الرحلات. وفي منطقة ماندالاي، تضرر 53972 شخصًا. 
في قرية ثاي بين دُمر 310 من أصل 350 منزلًا، ويُعتقد أن 700 ساكن في عداد المفقودين.  وتسببت الأمطار الغزيرة في انهيار سد في بلدة سويندين، مما أدى إلى غمر 20 قرية تحت ما يصل إلى 8 قدم (2.4 م) من المياه.  وفي منطقة تونغو، غمرت المياه 200 قرية، وادعى رجال الإنقاذ أن 400 شخص لقوا حتفهم أو فُقدوا.  وادعى عامل إنقاذ آخر في كالا، ولاية شان، أن 100 شخص لقوا حتفهم وفُقد 200 آخرون بسبب الفيضانات والانهيارات الأرضية.  بالإضافة إلى ذلك، قُتل 18 عضوًا من قوة دفاعية بسبب انهيار أرضي في بلدة بيكون،  بينما توفي 14 آخرون وتضرر أكثر من 200 منزل بسبب الفيضانات في بلدة مونغ كونغ.  بالإضافة إلى ذلك، ادعى جيش تحرير با أو الوطني أن "عشرات الآلاف" في عداد المفقودين. 
قُطعت خطوط الاتصال في تاتشيليك بسبب الفيضانات.  ولقي ما لا يقل عن 26 شخصًا حتفهم في ولاية كايا، من بينهم 20 جنديًا من قوات الدفاع الوطني وستة مدنيين في ولاية كاياه.  وغمرت المياه نايبيداو، عاصمة البلاد، على نطاق واسع، حيث غُمر آلاف المنازل تحت ما يصل إلى 7 قدم (2.1 م) من مياه الفيضانات، مما أسفر عن مقتل 164 شخصًا،  وتدمير 33 منزلًا، وإلحاق أضرار بـ 3891 منزلًا آخر.  دفعت شدة الأضرار مين أونغ هلاينغ، الحاكم العسكري للبلاد، إلى إصدار نداء للمساعدات الخارجية.  ووفقًا للحكومة، أُنقذ 3600 شخص.  وقدّرت الأمم المتحدة أن حوالي 887 ألف شخص في 65 بلدة تضرروا من الكارثة. 

## ما بعد الإعصار

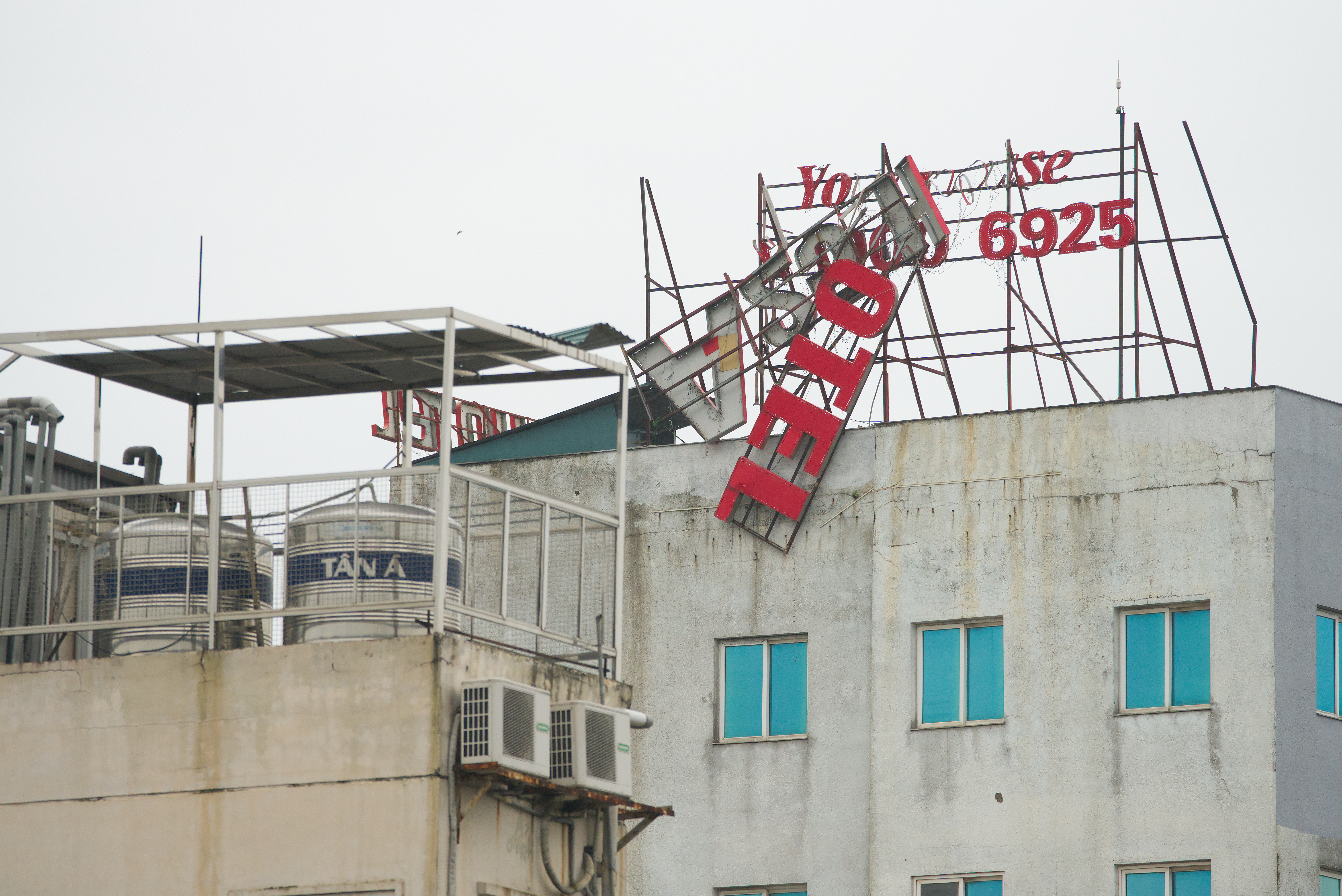
لوحة إعلانات فندق على سطح أحد الفنادق في هانوي، فيتنام، دمرها إعصار ياغي

أجرى الرئيس الفلبيني بونغ بونغ ماركوس عمليات تفتيش جوية لسد لا ميسا وماريكينا وأنتيبولو،  معلنًا عن تخصيص أكثر من 16 مليون بيزو فلبيني (324,873.1 دولار أمريكي) كمساعدات إنسانية للمناطق الأكثر تضررًا.  وأفادت وزارة الرعاية الاجتماعية والتنمية أنه جرى توزيع مساعدات وسلع إغاثة بقيمة 700 مليون بيزو فلبيني (14.21 مليون دولار أمريكي) على الأسر المتضررة.  وأُعلنت حالة الكارثة في كامارينس سور ومدينة ناغا وألين وشمال سامار بسبب الفيضانات التي سببها ياغي. 
في ظهر يوم 10 سبتمبر عقدت هيئة رئاسة لجنة جبهة الوطن الفيتنامية حفلًا لإطلاق حملة لجمع التبرعات لدعم الأشخاص المتضررين من العاصفة، في وقت لا تزال فيه ميزانية الدولة محدودة. وتعهدت اللجنة الدائمة للجنة المركزية لجبهة الوطن الفيتنامية واللجنة المركزية لتعبئة الإغاثة باستخدام جميع الأموال المتبرع بها للأغراض الصحيحة وبشكل فعال وشفاف. وبحلول الساعة 5:00 مساءً يوم 19 سبتمبر، وصل إجمالي الأموال المحولة إلى حساب صندوق الإغاثة المركزي إلى 1.495 مليار دونغ فيتنامي (60.77 مليون دولار أمريكي)، منها 1.035 مليار دونغ فيتنامي (42.17 مليون دولار أمريكي) صُرفت للمناطق. بالإضافة إلى ذلك مع تضرر ما يقرب من 100 مصنع أعلن رئيس الوزراء الفيتنامي فام مينه تشين عن حزمة تعافي بقيمة 4.62 مليون دولار أمريكي لهايفونغ.  وزارت رئيسة الوزراء باتونجتارن شيناواترا شيانغ راي في 13 سبتمبر. وتعهدت لاحقًا بأن الحكومة ستفرج عن 90 مليون دولار أمريكي كمساعدات وستقدم ما يصل إلى 6 ألف دولار أمريكي لكل أسرة متضررة من الفيضانات. 
في 12 سبتمبر أطلقت "بينج إكس" حملة تبرعات مُتعهدة بمبلغ 400 مليون دونغ فيتنامي (800 مليون دولار أمريكي) للجنة جبهة الوطن الفيتنامية لمساعدة المتضررين من الإعصار. بالإضافة إلى ذلك تعاونت الصين وفيتنام في مجال مكافحة الفيضانات. 

### المساعدات
استجابةً للآثار الشديدة لإعصار ياغي، تعهدت الولايات المتحدة بتقديم مليون دولار أمريكي كمساعدات إنسانية فورية إلى فيتنام، بينما خصصت الحكومة الأسترالية 3 ملايين دولار أسترالي (مليوني دولار أمريكي) للمساعدة الطارئة والخدمات الحيوية لفيتنام. وأرسلت أستراليا إمدادات إغاثة طارئة على متن طائرة سي-17 غلوب ماستر، والتي تضمنت مواد أساسية للعائلات مثل المأوى ومستلزمات النظافة.  كما تبرعت جمعية الصليب الأحمر الصينية بمبلغ 100 ألف دولار أمريكي لجمعية الصليب الأحمر الفيتنامية. والتزمت الوكالة السويسرية للتنمية والتعاون بمبلغ 1.17 مليون دولار أمريكي، وأرسلت ستة متخصصين للمساعدة في جهود الإنعاش في فيتنام. 
قدّم الاتحاد الأوروبي 2.2 مليون يورو كمساعدات إنسانية، منها 1.2 مليون يورو موجهة إلى ميانمار، و650 ألف يورو إلى فيتنام، و200 ألف يورو إلى الفلبين، و150 ألف يورو إلى لاوس، لدعم الأشخاص الأكثر تضررًا من إعصار ياغي. وأعلنت المملكة المتحدة عن مساعدة إنسانية بقيمة مليون جنيه إسترليني لفيتنام. وأرسلت الحكومة اليابانية، عبر الوكالة اليابانية للتعاون الدولي، إمدادات طارئة لمساعدة فيتنام على التعافي من أضرار العاصفة الأخيرة، بينما تبرعت كوريا الجنوبية بمليوني دولار أمريكي. والتزم رجل الأعمال الملياردير الهندي غوتام أداني بالتبرع بمليون دولار أمريكي لمساعدة فيتنام على التعافي من الأضرار التي سببها إعصار ياغي. 
ستقدم جمعية الصليب الأحمر في سنغافورة 50 ألف دولار سنغافوري لدعم الجهود الإنسانية المستمرة لجمعية الصليب الأحمر الفيتنامية. وسينشر الجيش السنغافوري طائرة إيرباص إيه 330 إم آر تي تي وطائرتين من طراز لوكهيد سي-130 لتقديم المساعدة الإنسانية للمجتمعات المتضررة من إعصار ياغي في لاوس وميانمار وفيتنام.  واستجابت الهند في ميانمار وفيتنام ولاوس بنشر طائراتها من طراز سي-17 لتقديم المساعدة الإنسانية، بما في ذلك مساعدات إغاثة بقيمة مليون دولار أمريكي لفيتنام  وعشرة أطنان من مواد الإغاثة لميانمار. كما فتحت الحكومة العسكرية في ميانمار 400 مخيم إغاثة. ونُقل أكثر من 100 من ضحايا الفيضانات بالقرب من نايبيداو إلى المستشفى بسبب التسمم الغذائي بعد تناول طعام متبرع به.
أعلنت سفارة أيرلندا في هانوي في 18 سبتمبر عن مساهمة قدرها 250 ألف يورو لدعم اليونيسف في توفير المياه النظيفة والصرف الصحي وموارد النظافة للأطفال والأسر الضعيفة المتضررة من الإعصار. وأفادت السفارة الكندية في هانوي أن كندا خصصت 560 ألف دولار كندي (1.12 مليون دولار أمريكي) كمساعدات إنسانية لمساعدة الشعب الفيتنامي المتضرر من الفيضانات والانهيارات الأرضية الشديدة الناجمة عن إعصار ياغي. وقدمت وزارة حالات الطوارئ الروسية مساعدات إنسانية، والتي سُلمت إلى مقاطعة لاو كاي في فيتنام، وهي المنطقة الأكثر تضررًا من الإعصار. وأعلن مكتب الأمم المتحدة لتنسيق الشؤون الإنسانية (OCHA) عن صندوق بقيمة مليوني دولار أمريكي لدعم استجابة فيتنام لإعصار ياغي. 
قدمت معظم الدول التي قدمت مساعدات تعازيها لفيتنام، بما في ذلك الأرجنتين وبلجيكا وبيلاروسيا وبروناي وبلغاريا وكندا وكوبا وجمهورية التشيك وألمانيا وكازاخستان ولاوس والنرويج ونيوزيلندا وسيشيل وسنغافورة وسلوفينيا وإسبانيا وتايلاند والمملكة المتحدة وأوزبكستان والفاتيكان. 